# Gampsocera oscurata
Gampsocera oscurata är en tvåvingeart som först beskrevs av Oswald Duda 1934.  Gampsocera oscurata ingår i släktet Gampsocera och familjen fritflugor. Inga underarter finns listade i Catalogue of Life.